# Filmy (canal de televisión canadiense)
Filmy es un canal canadiense especializado en hindi de categoría B propiedad de SoundView Entertainment Inc.
Filmy transmite películas de Bollywood, programas de música y otra programación basada en películas de Bollywood.

## Historia
En octubre de 2007, SoundView Entertainment Inc. recibió la aprobación de la Comisión canadiense de radiodifusión y telecomunicaciones (CRTC) para lanzar un canal de televisión llamado Sahara Filmy, descrito como "un servicio nacional de especialidad étnica de categoría 2 en un tercer idioma dedicado al hindi -comunidad hablante. El cronograma de programación solo consistirá en largometrajes, películas para televisión, entrevistas a actores, documentales y programación similar relacionada con películas".
El canal se lanzó como Filmy el 29 de abril de 2009 inicialmente en Rogers Cable.